# Ceraarachne germaini
Ceraarachne germaini är en spindelart som beskrevs av Simon 1886. Ceraarachne germaini ingår i släktet Ceraarachne och familjen krabbspindlar. Inga underarter finns listade i Catalogue of Life.